# El caçador d'estels
El caçador d'estels (en anglès The Kite Runner), publicada en 2003, és la primera novel·la de l'escriptor estatunidenc d'origen afganès Khaled Hosseini. La seva edició en espanyol va ser publicada a l'any següent per Salamandra, traduïda per Isabel Murillo Fort i l'edició en català va ser publicada a l'any 2008 per l'editorial Amsterdam, traduïda per Marta Salvadó.
El llibre narra la història de Amir, un nen del barri Wazir Akbar Jan de Kabul, i del seu millor amic, Hassan, un servent hazara del seu pare. Amir es proposa guanyar una competició d'estels, encara que això signifiqui sacrificar la seva amistat amb Hassan. La trama transcorre "sobre el teló de fons d'un Afganistan respectuós de les seves riques tradicions ancestrals" mentre durant l'hivern de 1975 a Kabul "la vida es desenvolupa amb tota la intensitat, la puixança i el colorit d'una ciutat confiada en el seu futur i ignorant que s'aveïna un dels períodes més cruents que han patit els mil·lenaris pobles que l'habiten".

## Composició i publicació

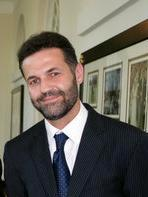
Khaled Hosseini, 2007

Khaled Hosseini va viure i va treballar com a metge interna a l'Hospital Kaiser de Mountain View, Califòrnia durant diversos anys abans de publicar The Kite Runner. L'any 1999, Hosseini es va assabentar a través d'una notícia que els talibans havien prohibit l'estel. La notícia "va impactar personalment" per a ell, ja que havia crescut amb aquest esport mentre vivia a l'Afganistan. Va estar motivat per escriure un llibre de 25 pàgines, una història breu sobre dos nois que volen estels a Kabul. Hosseini va enviar còpies a Esquire i The New Yorker, que tots dos el van rebutjar. Va redescobrir el manuscrit al seu garatge el març de 2001 i va començar a ampliar-lo a novel·la per la proposta d'un amic. Segons Hosseini, la narració es va tornar "molt més fosca" del que pretenia inicialment. La seva editora, Cindy Spiegel, "el va ajudar a reelaborar l'últim terç del seu manuscrit", cosa que ella descriu com a relativament comú per a una primera novel·la.
Igual amb les novel·les posteriors d'Hosseini, "El caçador d'estels" cobreix un període multigeneracional i se centra en la relació entre els pares i els seus fills. Aquest últim no va ser intencionat; Hosseini va desenvolupar un interès pel tema mentre estava en procés d'escriptura. Més tard va revelar que sovint s'aconseguien peces de la trama dibuixant-ne dibuixos. 

Riverhead Books va publicar The Kite Runner, demanant una impressió inicial de 50.000 còpies en tapa dura. Va ser lpublicat el 29 de maig de 2003 i l'edició de tapa tova es va publicar un any després.Hosseini va prendre un any d'absència de la pràctica de la medicina per promocionar el llibre, signar còpies, parlar en diversos esdeveniments i recaptar fons per a causes afganeses. Publicat originalment en anglès, The Kite Runner es va traduir posteriorment a 42 idiomes per a la seva publicació a 38 països. A 2013, Riverhead va llançar l'edició del 10è aniversari amb una nova portada amb vora daurada i un pròleg d'Hosseini. Aquell mateix any, el 21 de maig, Khaled Hosseini va publicar un altre llibre anomenat And the Mountains Echoed .

## Argument

### Primera part

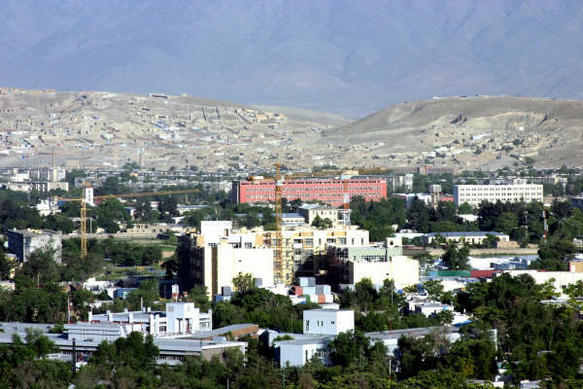
Barri de Wazir Akbar Khan a Kabul, escenari de la Part I

Amir va néixer l'any 1963 com un nen pasxtun ric que vivia en una zona rica de Kabul; i el seu amic de la infància, Hassan, un nen hazara, és fill del servent del seu pare Ali. Amir i Hassan van créixer junts i van tenir una infància tranquil·la i feliç. Tots dos participaven sovint junts en competicions locals de lluita d'estels a Kabul. Segons el costum local, després que el lluitador d'estels talla la corda de l'estel d'un altre amb la seva, el seu assistent "el corredor d'estels" ha de perseguir l'estel caigut perquè pugui tenir-lo com a trofeu. Amir és bo per tallar les cordes d'estels d'altres persones durant la lluita d'estels, mentre que en Hassan és bo per fer córrer estels, sempre pot saber on cau l'estel sense mirar i després perseguir el premi. El pare d'Amir és fill d'un jutge, un comerciant de catifes d'èxit, i l'Amir l'anomena "Baba" directament i afectuosament a la història. El pare estima els dos fills, però sempre li molesta la covardia d'Amir. L'Amir no té coratge, i quan els dos nens es barallen amb els altres, Hassan sempre defensa l'Amir. Amir va mostrar talent per escriure de petit, però el seu pare no s'ho va prendre seriosament. I el millor amic del pare, Rahim Khan (Rahim Khan), entén molt bé a Amir i dona suport al seu interès per escriure. Amir també va trobar un amor patern en Rahim Khan, i els dos es van fer amics que van oblidar els seus anys.
Assef és un noi assetjador local notori, és una mica més gran que Amir i Hassan, que considera a Hitler com un heroi. Es burla d'Amir, el menysprea per fer-se amic dels hazara. El conflicte entre paxtuns i hazara a l'Afganistan fa molt de temps que es manté. Com a pasxtun, Assef creu que els hazaras són un grup ètnic inferior i només són aptes per viure als assentaments hazara a les muntanyes del centre de l'Afganistan.
Un dia triomfal, Amir va guanyar el torneig local de lluita d'estels i finalment es guanya els elogis de Baba. Hassan corre cap a l'últim estel tallat, un gran trofeu, dient a Amir: "Per tu, mil vegades més". No obstant això, després de trobar l'estel, Hassan es troba amb Assef en un carreró. Hassan es nega a renunciar a l'estel, i Assef l'humilia agredint-lo tant físicament com sexualment. Amir és testimoni de l'acte, però té massa por d'intervenir. Sap que si no aconsegueix portar l'estel a casa, Baba estaria menys orgullós d'ell, així que fuig. Amir se sent increïblement culpable, però sap que la seva covardia destruiria qualsevol esperança per als afectes de Baba, així que guarda silenci sobre l'incident. Després, Amir es manté allunyat d'Hassan; els seus sentiments de culpa li impedeixen interactuar amb el noi. El benestar mental i físic d'Hassan comença a deteriorar-se com a resultat, però encara intenta interactuar amb Amir.
L'Amir comença a creure que la vida seria més fàcil si en Hassan no hi hagués, així que planta el seu rellotge i alguns diners d'aniversari sota el matalàs d'Hassan amb l'esperança que en Baba el faci marxar; Hassan confessa falsament quan s'enfronta a Baba. Tot i que Baba creu que "no hi ha acte més miserable que robar", el perdona. Per a dolor de Baba, en Hassan i l'Ali se'n van de totes maneres, perquè en Hassan li ha explicat a l'Ali el que li va passar. Amir s'allibera del recordatori diari de la seva covardia i traïció, però encara viu a la seva ombra.

### Segona part
El 1979, la Unió Soviètica va envair l'Afganistan. El 1981, el seu pare va agafar Amir i va fugir a Peshawar, Pakistan per escapar de la guerra, deixant la casa a Rahim Khan perquè la cuidés. De camí per escapar, el meu pare va arriscar la vida per protegir les dones del cotxe de ser violades pels soldats soviètics, però, afortunadament, totes dues van escapar al final. El pare i el fill finalment es van traslladar a Fremont, l'àrea de la badia de San Francisco, Califòrnia, EUA, i es van establir aquí. El pare va aconseguir una feina en una benzinera local i, després de l'escola secundària, l'Amir va anar a la universitat comunitaria per estudiar escriptura i finalment es va convertir en escriptor. El pare i el fill guanyen diners extra cada diumenge en un mercat de puces a San José. L'Amir va conèixer la Soraya Taheri i la seva família mentre muntava una parada, i els dos aviat es van enamorar. La família Soraya també és una refugiada que va fugir de l'Afganistan, el seu pare era un general afganès. Més tard, al seu pare li van diagnosticar càncer de pulmó, i el seu estat es va deteriorar. No va estar molt al món, però va complir el desig d'Amir abans de morir, i es va casar amb el general Taheri. Poc després que l'Amir i la Soraya es van casar, el seu pare va morir de malaltia. L'Amir i la Soraya es van quedar a San Francisco i van tenir un matrimoni feliç, però malauradament, la parella va patir infertilitat i, per molt que ho s'esforcés, mai van poder concebre el seu fill.
Amir s'embarca en una carrera d'èxit com a novel·lista. Quinze anys després del seu casament, Amir rep una trucada de Rahim Khan. Rahim Khan, que s'està morint, demana a Amir que el visiti a Peshawar. Li diu enigmàticament a Amir: "Hi ha una manera de tornar a ser bo".

### Tercera part
De Rahim Khan, Amir s'assabenta que Hassan i Ali són tots dos morts. Ali va ser assassinat per una mina terrestre i Hassan va ser assassinat (juntament amb la seva dona Farzana) després que es negués a permetre que els talibans confisquessin la casa de Baba i Amir a Kabul. Rahim Khan revela a més que Ali era estèril i no era el pare biològic d'Hassan. Hassan era en realitat fill de Sanaubar i Baba, el que el convertia en el mig germà d'Amir. Finalment, Rahim Khan li diu a Amir que el motiu pel qual ha trucat a Amir al Pakistan és per demanar-li que trobi i rescati el fill d'Hassan, Sohrab, d'un orfenat a Kabul.
L'Amir busca en Sohrab, acompanyat de Farid, un taxista afganès i veterà de la guerra amb els soviètics. S'assabenten que un funcionari taliban ve sovint a l'orfenat, porta diners en efectiu i normalment s'emporta una noia amb ell. De tant en tant tria un noi, recentment Sohrab. El director de l'orfenat li diu a l'Amir com trobar el funcionari, i Farid assegura una cita a casa seva afirmant que té "negocis personals" amb ell.
Amir coneix el líder taliban, que es revela com Assef. Sohrab està sent guardat a casa d'Assef com un nen que ballava. Assef accepta renunciar a ell si Amir pot escapar de l'habitació amb vida. Llavors Assef colpeja malament l'Amir amb els seus artells de llautó, trencant-se diversos ossos i trencant-li el llavi, fins que en Sohrab utilitza una fona per disparar una bola de llautó a l'ull esquerre d'Assef, salvant l'Amir i realitzant l'amenaça d'en Hassan des de fa temps. Sohrab ajuda a l'Amir a sortir de casa, on es desmaia i es desperta en un hospital.
Amir li explica a Sohrab els seus plans per portar-lo de tornada a Amèrica i possiblement adoptar-lo. Tanmateix, les autoritats nord-americanes demanen proves de l'estatus d'orfe de Sohrab. Amir li diu a Sohrab que potser haurà de tornar a un orfenat durant una estona, ja que s'han trobat amb un problema en el procés d'adopció, i Sohrab, aterrit de tornar a un orfenat, intenta suïcidar-se tallant-se els canells. Amir finalment aconsegueix portar-lo de tornada als Estats Units amb l'ajuda de Soraya. Després de la seva adopció, Sohrab es nega a interactuar amb Amir o Soraya fins que Amir recorda en Hassan i els estels i un dia mostra alguns dels trucs d'Hassan. Després que Amir ajudés a Sohrab a guanyar la seva primera lluita d'estels, Sohrab només fa un somriure desviat, però Amir s'ho pren amb tot el cor mentre dirigeix l'estel per a Sohrab, dient: "Per a tu, mil vegades més", com va fer Hassan fa molts anys. .

## Personatges

### Protagonista
Amir, el protagonista i narrador de la història. Amir va néixer en una família adinerada d'empresaris pastunes el 1963. La seva mare va morir de distòcia mentre el donava a llum. De petit li encantava escriure històries i el millor amic del seu pare, Rahim Khan, el va animar a convertir-se en escriptor. Després de la invasió soviètica de l'Afganistan, Amir va fugir als Estats Units amb el seu pare als 18 anys, i després es va establir als Estats Units per perseguir el seu somni de ser escriptor. Més tard, per tal de realitzar la seva pròpia salvació, va anar a l'Afganistan per salvar el fill del seu germà.

### Personatges principals
- Hassan, l'amic més fidel i íntim de la infància d'Amir. Hassan sempre ha estat lleial a Amir, i finalment va ser assassinat pels talibans per protegir la casa d'Amir. A mesura que la trama avança, els lectors finalment descobreixen que Hassan és, de fet, el fill il·legítim del pare d'Amir i la dona d'Ali, Sanaubar, un secret que Hassan ha mantingut en secret durant tota la seva vida. Segons la llei tribal local, això vol dir que Hassan és en realitat un nen del poble pastún.
- Baba, el pare d'Amir també és pare d'Hassan, es pot dir que combina les personalitats d'Amir i Hassan. Va dir que el robatori és l'arrel de tots els pecats, però ell i la dona d'Ali van donar a llum a Hassan, van robar la seva lleialtat a Ali, va amagar la veritat a Amir, va amagar Hassan, van robar a Hassan L'amor patern i la identitat social que s'hauria d'haver rebut. . A la novel·la, el seu pare més tard va portar Amir a fugir als Estats Units, on treballava en una benzinera. El 1987, poc després de casar-se Amir i Soraya, va morir d'un càncer de pulmó.
- Assef, el dolent principal de la novel·la. El seu pare és afganès i la seva mare alemanya. Creia en el nazisme i predicava la superioritat dels pasxtuns sobre els perills. Ja d'adolescent un assetjador del barri, Amir el considera una "sociópata" Assef va cometre molts crims quan era jove: va intimidar a Amir i Hassan, va violar a Hassan per venjar-se d'Amir i més tard va donar a Amir una còpia de l'autobiografia d'Adolf Hitler com a regal d'aniversari. Quan era adult, es va unir als talibans, es va convertir en el seu líder, va empresonar el fill d'Hassan Sohrab i va abusar sexualment d'ell.
- Ali, el servent Hazara de Baba, la gent creun que és el pare d'Hassan. Quan era jove, els seus pares van morir en un accident de trànsit, i va ser adoptat pel pare del Baba. Ali va patir poliomielitis abans, que li va incapacitar la cama dreta, i sovint va ser assetjat i torturat per nens locals. Va acabar colpejant accidentalment una mina terrestre a Hazarajat i va morir.
- Rahim Khan, l'amic lleial i soci de negocis de Baba, i el mentor d'Amir a la vida. Anima el jove Amir a seguir una carrera en la literatura. Més tard, quan estava greument malalt, va convèncer Amir, que ja s'havia establert als Estats Units, perquè tornés al Pakistan, li va dir la veritat sobre l'experiència vital d'Hassan i li va demanar que rescatés el fill d'Hassan, Sohrab, i finalment va morir pacíficament.
- Sohrab, en fill d'Hassan, s'assembla molt a Hassan quan era petit. Va ser enviat a viure a un orfenat després que els talibans afusellaven els seus pares, però Assef se l'emporta i el va mantenir captiu com el seu esclau sexual. Aleshores, Amir el va rescatar i el va adoptar després de passar per diversos girs i voltes.
- Soraya, esposa d'Amir, filla d'un general també de l'Afganistan. A causa del seu comportament voluntari i temerari quan era jove, no podia tenir fills després del matrimoni, però a Amir no li va desagradar per això. La bondadosa Soraya va animar el seu marit a redimir els seus errors passats ia redimir-se, i va proposar adoptar Sohrab (fill del germà d'Amir, Hassan).

### Personatges secundaris
- Sanaubar, la dona d'Alí i la mare d'Hassan. Poc després del naixement d'Hassan, ella fuig de casa i s'uneix a un grup de ballarins ambulants. Més tard torna a Hassan en la seva edat adulta. Per compensar la seva negligència, proporciona una figura d'àvia per a Sohrab, el fill d'Hassan, durant quatre anys abans de la seva mort.
- Farid, un taxista que inicialment és abrasiu amb Amir, però més tard es fa amic d'ell. Dos dels set fills de Farid van ser assassinats per una mina terrestre, un desastre que li va mutilar tres dits de la mà esquerra i també li va agafar alguns dits dels peus. Després de passar una nit amb la família empobrida del germà de Farid, l'Amir amaga un munt de diners sota el matalàs per ajudar-los.
- El general Taheri, el pare de Soraya, un antic general militar de l'exèrcit afganès. Té una visió molt tradicionalista de la vida, tot i ser ben intencionada, i està obsessionat amb l'honor i la impressió de la societat sobre ell i la seva família, fet que provoca conflictes menors entre ell i Soraya, i més tard, fins a cert punt Amir. No obstant això, es tracta de conflictes molt menors, i tot s'inventa més tard.
- Khala Jamila Taheri, la mare de Soraya, que adora Amir després que Amir es casa amb Soraya.
- Farzana, la dona d'Hassan. Va ser assassinada pels talibans juntament amb Hassan.
- Sofia Akrami, la mare d'Amir. Tot i que mor al part, Amir obté informació sobre ella d'un captaire un cop torna a visitar l'Afganistan.
- Karim, un contrabandista que ajuda a treure Amir i Baba de l'Afganistan durant la guerra.
- Wahid, el germà de Farid, que deixa que l'Amir i el Farid es quedin a casa seva mentre viatgen a Kabul.
- Zaman, el director d'un orfenat a Kabul. De tant en tant rep la visita d'Assef, que l'obliga a vendre-li un nen a canvi de diners per a l'orfenat.
- Raymond Andrews, un funcionari d'adopció a l'ambaixada nord-americana al Pakistan, que desanima a Amir d'intentar adoptar Sohrab, però més tard es revela que la seva filla es va suïcidar.
- Omar Faisal, un advocat que intenta ajudar Amir a adoptar Sohrab.

## Temes
Khaled Hosseini identifica una sèrie de temes que apareixen a The Kite Runner, però els crítics s'han centrat en la culpa i la redempció. Quan era nen, Amir no aconsegueix salvar Hassan en un acte de covardia i després pateix una culpa que ho consumeix tot. Fins i tot després d'abandonar el país, traslladar-se a Amèrica, casar-se i convertir-se en un escriptor d'èxit, és incapaç d'oblidar l'incident. Hassan és "la figura de Crist que tot sacrifica, la que, fins i tot en la mort, crida Amir a la redempció". Després de la mort d'Hassan a mans dels talibans, Amir comença a redimir-se mitjançant el rescat del fill d'Hassan, Sohrab. Hosseini traça paral·lelismes durant la recerca de Sohrab per crear una impressió de justícia poètica ; per exemple, l'Amir té un llavi dividit després de ser colpejat severament, semblant al llavi llebre d'Hassan. Malgrat això, alguns crítics van qüestionar si el protagonista s'havia redimit totalment.

Quan va adaptar The Kite Runner per al teatre, el director Eric Rose va declarar que es va sentir atret a la narració pels "temes de trair el teu millor amic per amor del teu pare", que va comparar amb la literatura shakespeariana. Al llarg de la història, Amir anhela l'afecte del seu pare; el seu pare, al seu torn, estima Amir però afavoreix en Hassan, arribant a pagar una cirurgia plàstica per reparar el llavi leporino d'aquest últim.

## Recepció i crítica

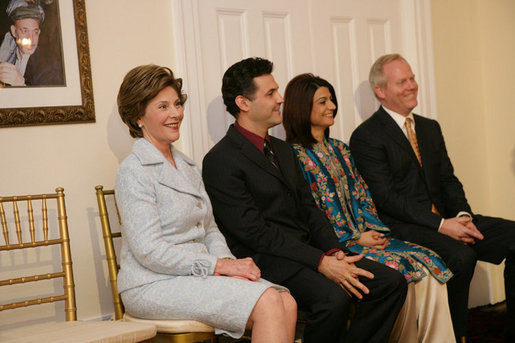
La primera dama Laura Bush amb Khaled Hosseini (primera i segona a l'esquerra); Bush va elogiar The Kite Runner com "realment genial".

En els dos primers anys després de la seva publicació, es van vendre més de 70.000 còpies en tapa dura dels llibres originals juntament amb 1.250.000 còpies en tapa tova. Tot i que el llibre es va vendre bé en tapa dura, "la popularitat del Caçador d'estels no va començar a augmentar fins al [2004] quan va sortir l'edició de butxaca, que és quan els clubs de lectura van començar a recollir-la." Va començar a aparèixer a les llistes de més venuts el setembre de 2004 i es va convertir en un best-seller del New York Times el març de 2005, mantenint el seu lloc a la llista durant dos anys. Amb la publicació de la tercera novel·la de Khaled Hosseini el 2013, s'havien venut més de set milions de còpies als Estats Units.
Críticament, el llibre va tenir una bona acollida, tot i que controvertit. Erika Milvy de Salon l'ha elogiat com "bellíssima, sorprenent i desgarradora". Tony Sims de Wired Magazine va escriure que el llibre "revela la bellesa i l'agonia d'una nació turmentada, ja que explica la història d'una amistat improbable entre dos nois d'extrems oposats de la societat, i de la relació problemàtica però duradora entre un pare i un fill. ". Amelia Hill de The Observer va opinar: " The Kite Runner és la primera novel·la destrossadora de Khaled Hosseini" que "és alhora devastadora i inspiradora". Una ressenya igualment favorable es va imprimir a Publishers Weekly. La directora de màrqueting, Melissa Mytinger, va comentar: "És simplement una història excel·lent. Gran part d'això es basa en un món que no coneixem, un món que amb prou feines comencem a conèixer. Ben escrit, publicat en el "moment adequat" per un autor que és alhora encantador i reflexiu en les seves aparicions personals per al llibre." L'actor indi-americà Aasif Mandvi va coincidir que el llibre era "una narració increïble. . . . Es tracta d'éssers humans. Es tracta de la redempció, i la redempció és un tema poderós." La primera dama Laura Bush va elogiar la història com a "realment genial". Said Tayeb Jawad, el 19è ambaixador afganès als Estats Units, va avalar públicament The Kite Runner, dient que el llibre ajudaria el públic de nord-americà a entendre millor la societat i la cultura afganeses.
Meghan O'Rouke, crítica cultural i editora assessora de la revista Slate, va trobar que The Kite Runner mediocre, i va escriure que "es tracta d'una novel·la que s'esforça alhora per oferir un retrat informatiu a gran escala i per posar en escena un drama redemptor a petita escala, però la seva al·legoria terapèutica de la recuperació només pot soscavar les seves ambicions realistes. La gent viu la seva vida amb el rerefons de la seva cultura, i mentre que Hosseini s'allunya sàviament d'exotitzar l'Afganistan com a lloc monolíticament estranger, fa tant de feina per fer que la seva novel·la sigui emocionalment accessible al lector nord-americà que gairebé no hi ha espai, en al final, perquè considerem durant molt de temps què podria diferenciar els afganesos i els nord-americans." Sarah Smith de The Guardian va pensar que la novel·la va començar bé, però va començar a trontollar cap al final. Va sentir que Hosseini estava massa centrat a redimir completament el protagonista de la part III i, en fer-ho, va crear massa coincidències poc realistes que van permetre a Amir l'oportunitat de desfer els seus errors passats.

### Censures
L'American Library Association va informar que The Kite Runner va ser un dels seus llibres més desafiats del 2008, amb múltiples intents d'eliminar-lo de les biblioteques a causa del seu "llenguatge ofensiu, [contingut] sexualment explícit i inadequat [capacitat per] grup d'edat. " Els lectors afganesos nord-americans van ser particularment crítics amb la representació dels paxtuns com a opressors i els hazaras com els oprimits. Hosseini va respondre en una entrevista: "Mai diuen que estic parlant de coses que no són certes. La seva carn és: "Per què has de parlar d'aquestes coses i avergonyir-nos? No estimes el teu país?'" El periodista afganès-austríac Emran Feroz, però, va criticar la novel·la per simplificar excessivament les relacions ètniques a l'Afganistan i per retratar els paxtuns en general d'una manera massa negativa. Feroz també va expressar la seva preocupació perquè les obres d'Hosseini, que es va criar en un context culturalment tadjik en lloc de pasxtun, impedissin als lectors occidentals desenvolupar una visió més matisada de l'Afganistan.
La representació de l'Afganistan i els talibans sobre aquesta novel·la ha despertat certa controvèrsia. El tinent Alex Donnelly de la Royal Navy britànica i altres van assenyalar que la novel·la distorsiona la imatge dels talibans i els seus partidaris, retrata els membres talibans com a representants de tot tipus de mal, i concentra tot tipus de fenòmens malvats en la societat i la religió en el Talibans Per exemple, Assef es descriu a la novel·la amb tendències nazis, pedofília, sadisme, etc. De fet, els membres o simpatitzants talibans habituals no són així.

## Adaptacions

### Pel·lícula

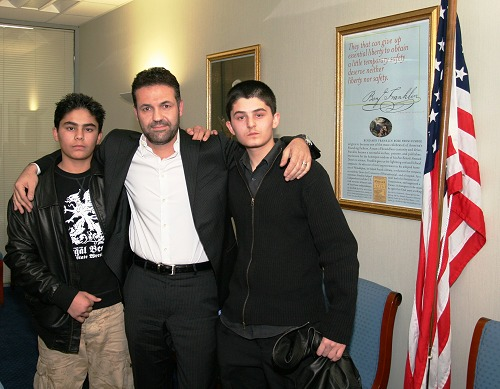
Khaled Hosseini amb els actors de The Kite Runner, Bahram i Elham Ehsas

Quatre anys després de la seva publicació, The Kite Runner es va adaptar com a pel·lícula protagonitzada per Khalid Abdalla com Amir, Homayoun Ershadi com Baba i Ahmad Khan Mahmoodzada com Hassan. Inicialment estava previst que s'estrenés el novembre del 2007, però la data d'estrena es va ajornar sis setmanes per evacuar les estrelles infantils afganeses del país després de rebre amenaces de mort. Dirigida per Marc Forster i amb un guió de David Benioff, la pel·lícula va guanyar nombrosos premis i va ser nominada a un Oscar, al BAFTA Film Award i al Critics Choice Award el 2008. Tot i que les crítiques eren generalment positives, amb Entertainment Weekly considerant el producte final "bastant bo", la representació de les tensions ètniques i la controvertida escena de la violació van provocar indignació a l'Afganistan. Hangama Anwari, el comissari dels drets de la infància de la Comissió Independent de Drets Humans de l'Afganistan, va comentar: "No haurien de jugar amb la vida i la seguretat de les persones. El poble hazara ho prendrà com un insult."
Hosseini va ser sorprès per l'abast de la polèmica causada per l'escena de la violació i va dir que els actors afganesos no haurien estat seleccionats si els estudis haguessin sabut que les seves vides estarien amenaçades. Creia que l'escena era necessària per "mantenir la integritat" de la història, ja que una agressió física per si sola no hauria afectat tant el públic.